# Jean VII Paléologue
Pour les articles homonymes, voir Jean Paléologue et Jean VII.
Jean VII Paléologue (en grec : Ioannès Palaiologos – Ιωάννης Zʹ Παλαιολόγος), né en 1370 et mort le 22 septembre 1408 au mont Athos, est le fils d'Andronic IV Paléologue et de Marie Keratsa de Bulgarie. Il est proclamé empereur byzantin après une révolte qui l'oppose à son grand-père Jean V Paléologue et son oncle Manuel II Paléologue. Son règne à  Constantinople est toutefois très court, entre avril et septembre 1390, puisqu'il est chassé du pouvoir par Manuel II. Après plusieurs années de fuite, il se réconcilie avec son oncle et est choisi pour exercer la régence en 1399 lors du départ de Manuel II pour l'Europe. Au retour de l'empereur en 1403, il part pour Thessalonique, où il règne jusqu'à sa mort en 1408.

## Biographie

### Famille
Jean VII appartient à la dynastie des Paléologue, qui occupe le trône byzantin de 1261 à 1453, jusqu'à la chute de l'Empire. Son père Andronic IV est l'aîné de la famille qui comporte plusieurs enfants. Toutefois, c'est son oncle Manuel II qui est choisi comme successeur au trône. Sa mère, Marie Keratsa de Bulgarie, est une princesse bulgare. Il épouse Irène Gattilusio, fille du seigneur de Lesbos Francesco II. Ils auront un fils prénommé Andronic V Paléologue mort très jeune.

### Jeunesse et révoltes menées par son père
Les guerres civiles, les ingérences italiennes et les conquêtes de ses territoires par ses voisins font de l'Empire byzantin un État secondaire et sans cohésion territoriale : l'autorité de l'empereur s'exerce sur Constantinople, une partie de la Thrace, Thessalonique, quelques îles de la mer Égée ainsi que le despotat de Morée. Dès sa naissance, son grand-père Jean V et son père Andronic IV se livrent à une guerre civile larvée, Manuel II, fils cadet de Jean V ayant été préféré à Andronic IV, l'aîné. Jean VII ne grandit donc pas à Constantinople et ne côtoie que très peu son grand-père et son oncle. Il vit alors à Sélymbrie avec ses parents. Son père se soulève pour recouvrer le pouvoir en 1371. Lors de ce premier soulèvement, Andronic IV ne dispose que de très peu d'appuis. Il ne dispose que de l'appui de petits fonctionnaires mécontents de leurs sorts qui se rallient autour d'un héritier déchu. À ce moment, Jean VII n'a qu'un an. Un second soulèvement a aussi lieu en 1373 alors que Jean VII n'a que trois ans. Andronic IV aurait noué une alliance avec le fils du Sultan contre leurs deux pères respectifs et pour tous deux prendre leur trône respectif. Les deux régents s'allièrent pour mater la révolte de leurs descendants. Le 25 mai 1373, Andronic IV combat son père lors d'une bataille à Derkos et en sort défait. Il se rend et dépose les armes face à son père le 30 mai dans la ville de Anthyros. Le sultan ordonnera à Jean V de crever les yeux de son fils rebelle. Jean V s'exécutera et appliquera aussi le châtiment sur son petit-fils Jean VII. Andronic IV se sauvera par la suite à Galata avec sa femme et son fils. Il réussit tout de même à prendre le pouvoir en investissant Constantinople le 12 octobre 1376. Il se fera couronner et désigner comme basileus seulement un an plus tard le 18 octobre 1377. Sa première action au pouvoir sera de rembourser deux dettes importantes aux Génois et aux Turcs. Andronic IV recouvre par ailleurs son statut d'héritier tout comme son fils. 
Son règne sera toutefois de courte durée. En 1379, trois ans seulement après sa prise du pouvoir, Jean V reprend sa place sur le trône et chasse définitivement son fils Andronic IV. En 1381, le père et le fils parviennent à un agrément. Andronic IV, proclamé successeur légitime, est apanagé en Thrace ainsi que la ville de Sélymbrie qu'il dirigeait déjà de concert avec son fils Jean VII. Ce dernier meurt quelques années après le 25 ou le 28 juin 1385 à Sélymbrie. Jean V ne tient pas sa promesse et ne considère plus Andronic IV comme ayant été son digne successeur. Il déclare d'ailleurs que son fils et son petit-fils ont ruiné la base juridique de son empire, il déclare donc Jean VII déchu de ses droits et nomme comme unique successeur son fils Manuel II en 1387. Il n'aurait pas eu d'autres options auprès des autres membres de la fratrie après l'assassinat de Michel par son beau-frère et l'élévation de Théodore comme despote en Morée de Mistra. Pourtant, le successeur de droit aurait dû être son petit-fils Jean VII. Celui-ci se voit donc bafouer de son droit au trône et deviendra donc un ennemi de son grand-père. Il possède toutefois les possessions léguées par Andronic dont Sélymbrie.

### Jean ou Andronic
Jean VII bénéficiera d'un deuxième prénom et se fera parfois appeler Andronic. Au départ, les historiens croient que les textes mentionnant Andronic ne font uniquement référence à son père. Georgio Stella de Gênes, un contemporain de l'époque qui aurait eu des liens rapprochés avec la famille Paléologue, viendra clarifier les choses. Celui-ci affirme que le prénom Andronic serait employé dans des textes relatant des événements postérieurs au décès du père de Jean VII. Lorsque les rebelles alliés à Jean VII entrent dans Constantinople en 1390, ils scandent le nom Andronic pour rendre gloire à leur meneur et incitent la foule à le répéter. Il s'agit pourtant du coup d'État de Jean VII. Deux mentions dans le registre des dépenses génois de Pera mentionnent aussi Andronic comme empereur en 1390. Il s'agirait en fait de Jean VII. Il est aussi mentionné qu'Andronic IV régnera sur Constantinople en 1399 au départ de Manuel II pour l'Europe. Il s'agit bien entendu de Jean VII, Andronic étant mort depuis longtemps. Il s'agit donc d'un cas exceptionnel au sein de l'Empire byzantin. Habituellement les orthodoxes n'ont qu'un seul nom de baptême, Jean VII en possède pourtant deux. Cependant, l'emploi de deux prénoms distincts devient plus fréquent dans le dernier siècle de Constantinople. D'autres personnages illustres ont employé le prénom de leurs père à la mort de celui-ci. Par exemple, Demetrius se fera renommer Michael. Jean VII aurait fait de même et aurait emprunté le prénom de son père pour honorer sa mémoire. En reprenant le prénom Andronic, Jean VII honore aussi la cause de son père et clame qu'il veut retrouver son droit légitime au pouvoir tout comme l'a fait son paternel. L'adoption du prénom Andronic favorise aussi la prise de la ville de Constantinople en 1390 puisque son grand-père se nomme aussi Jean. Acclamer un empereur qui a nouvellement acquis le pouvoir par la force et portant le même prénom que le précédent porterait à confusion. En acclamant un empereur avec un prénom différent, les sujets verraient la différence et l'ascension d'un nouveau dirigeant. Le jeune souverain continuera tout de même à quelques occasions à se faire prénommer Jean VII durant son règne. Dans un traité signé avec les Vénitiens en juin 1390, le prénom de Jean est apposé. Par la suite, Jean VII nommera son fils Andronic V et recommencera donc à se faire appeler par son nom de naissance.  Il aura tout de même employé le prénom de son père à de nombreuses reprises avant de le céder à son fils.

### La révolte deJeanVII(1390)

#### Les prémices
Jean VII souhaite faire valoir ses droits au trône après avoir été bafoué par son grand-père Jean V. Il prépare sa révolte depuis Sélymbrie, où il a grandi avec son père. Il dirigeait déjà la ville avec Andronic et celui-ci lui la légua à sa mort. Plusieurs le délèguent d'ailleurs déjà comme l'aspirant légitime. Auparavant, lors du coup d'État d'Andronic IV et de ses années de règne à Constantinople, il aurait été proclamé empereur associé. Dans certains textes, entre autres ceux de voyageurs russes, il est désigné comme kaiser soit comme empereur. Il dispose alors d'une base territoriale solide, Sélymbrie mais aussi un entourage politique fidèle composée d'archontes. Jean V, pour sa part, apparaît singulièrement isolé à Constantinople. Il est d'ailleurs brouillé avec son fils Manuel II. La faiblesse de l'empereur incite Jean VII à manifester ses ambitions. Le jeune rebelle disposera d'alliés puissants : le sultan, suzerain de l'empire, lui fournit des soldats pour l'aider à détrôner son grand-père. Bajazet Ier voit en Jean VII un instrument pour imposer son pouvoir sur la capitale et l'aidera donc à se révolter. Les Génois lui apporteront également un grand support. C'est après être passé par Gênes que Jean VII entrera dans Constantinople.

#### La révolte de 1390
Renforcé par ses alliés, Jean VII se dirige donc vers Constantinople au début de l'an 1390. Il commencera par effectuer le siège de la ville, à une date qui demeure inconnue. Lors d'un épisode le 2 avril qui est un jour saint, on punira les soutiens de Jean VII qui se trouvent dans la cité. Le 9 avril, des renforts génois arrivent pour le supporter. Il maintient alors à ce moment une pression sur Jean V, enfermé dans Constantinople. Toutefois, le souverain aurait pris quelques mesures. Il aurait fortifié la ville et presque toutes ses portes contre une éventuelle attaque. Il bénéficiera également du support de Manuel II qui amènera des renforts depuis Lemnos. Le 14 avril 1390, Jean entrera par la porte de Charisius. Il s'agissait d'une position favorable pour investir Constantinople, surtout que cette porte se trouve sur une route en provenance de Gênes d'où proviennent les renforts. Elle est également moins fortifiée que les autres. Il s'y trouve également un monastère dévoué à saint Jean ce qui donne à ce quartier une importance symbolique. Jean VII disposerait du soutien populaire. La population de Constantinople lui ouvrira la porte et il pourra entrer à son aise dans la ville. Il se dirige ensuite vers la Porte d'Or pour y vaincre son grand-père. Celui-ci sera par après emprisonné dans une tour. Jean VII acquiert donc la ville de Constantinople et en devient le souverain pour cinq mois. Nous en savons très peu sur son court règne en tant qu'empereur.

### Perte de Constantinople  aux mains deManuelII(1390)
Bien que Jean VII a réussi à reprendre la ville de Constantinople des mains de son grand-père et à se proclamer empereur, la victoire n’est pas acquise pour longtemps. Son oncle, Manuel II Paléologue, prépare la défense de la ville et compte bien la reprendre. Nous savons que celui-ci serait passé par Lemnos où il aurait séjourné en exil auparavant, Rhodes et Christopolis pour y chercher des renforts. Lors de deux premières tentatives, il échouera à reprendre la ville aux mains de son neveu. Il réussira cependant lors d'une troisième tentative. Il attaquera la Porte d'Or le 17 septembre 1390 et chassera Jean VII. Les troupes prennent d'assaut la forteresse. Jean VII sort alors de la cité.

### Fuite chez les Ottomans et les Génois (1390-1399)
Après sa défaite contre son oncle à Constantinople, Jean VII doit fuir la ville. Tout d'abord, il trouve refuge auprès des Turcs. Le sultan Bajazet Ier l'accueille et lui donne en apanage la ville de Sélymbrie. Peu de temps après, il ne se sent plus en sécurité dans l'entourage du sultan. Il se rend alors en l'Italie. On raconte qu'il serait allé en premier lieu à Gênes. Il aurait déjà des liens cordiaux avec ceux-ci. Jean VII serait également allé à Ticin en Ligurie avec sa mère Marie en 1392.

### Réconciliation avecManuelII(1399-1403)
En 1399, Jean VII se réconcilie avec son oncle Manuel II. Celui-ci adoptera même le jeune souverain et lui rendra son droit légitime à la succession au trône. Jean VII sera donc l'héritier direct de son oncle. Lorsque Manuel II part pour l'Occident pour solliciter l'aide étrangère en 1399, il confie Constantinople à son neveu et lui donne alors le pouvoir. Son oncle lui fait donc assez confiance à ce moment pour le laisser gérer Constantinople. Lors de ce règne, Jean VII accomplira quelques prouesses. Il réussira entre autres à passer des traités avec les Turcs. Il profite de leur défaite à Ankara en 1402 et négocie avec le fils du sultan le retour de Thessalonique et de territoires en Thrace et en Macédoine (province romaine). Il redonne ensuite le pouvoir à Manuel II lors de son retour en 1403.

### Apanage à Thessalonique et mort (1403-1408)
S'étant réconcilié avec Jean après une querelle en 1403, Manuel II octroie à son neveu la ville de Thessalonique en apanage. Il s'agit d'un grand honneur puisqu'il s'agit à l'époque d'une des possessions les plus prestigieuses de l'Empire byzantin. Il est accueilli en héros par le peuple à son arrivée, étant d’ailleurs celui qui libéra Thessalonique des Turcs. Il règne alors comme « empereur de la Thessalie » jusqu'à sa mort en 1408. Il n'a à ce moment aucun successeur légitime qui pourra prendre sa place, son fils Andronic V Paléologue étant mort à l'âge de sept ans durant le règne de son père. Sa femme prendra le voile sous le nom monastique d'Eugénie.

## Bilan du règne
En somme, Jean VII n'a régné que cinq mois à Constantinople, avant d'exercer la régence au nom de Manuel II Paléologue. Il fut surtout vu durant une grande partie de sa vie comme un révolutionnaire contestant tout comme son père le pouvoir de son grand-père Jean V Paléologue. 
Ce n'est que durant ces dernières années de vie qu'il fut finalement allié avec son oncle.

### Ouvrages
- Michel Balard et Alain Ducellier, Coloniser au Moyen Âge, Paris, Armand Collin, 1995, 400 p.
- John W. Barker, Manuel II Palaeologus (1391-1425): a study in late Byzantine statesmanship, New Brunswick, Rutgers University Press, 1969, 614 p.
- Angelikí Laḯou et Cécile Morrisson, Le Monde Byzantin, t. III : L'Empire grec et ses voisins, XIIIe – XVe siècles, Paris, PUF, coll. Nouvelle Clio, 2011, 305 p.
- George P. Majeska, Russian Travellers to Constantinople in the Fourteenth and Fifteenth Centuries, Washington DC, Dumbarton Oaks, 1984, 463 p.
- Nikos Nikoloudis, Laonikos Chalkokondylès, A translation and commentary of the Demonstrations of Histories, Athènes, Historical publications, 1996, 596 p.
- John Julius Norwich, Histoire de Byzance 330-1453, Paris, Perrin, 1999, 506 p.
- Georg Ostrogorsky, Histoire de l'État byzantin, Paris, Payot, 1996, 647 p.
- Manuel Sanuto, Georgius Stella Anales Genuenses, Venise, Storia, 1955, 489 p.

### Articles de périodiques
- Eurydice Lappa-Zizikas, Le Voyage de Jean VII Paléologue en Italie, Revue des études byzantines, no 34, 1976, pp. 139-142.
- (en) Nicolas Oikonomidès, « John VII Palaeologus and the Ivory Pyxis at Dumbarton Oaks », Dumbarton Oaks Papers, no 31,‎ 1977, p. 329-337
- Mihailo Popovic, The young emperor of Constantinople : an overlooked prosopographical note in an itinerary of the fourteenth century, Byzantine and Modern Greek Studies, no 26, 2002, pp. 292-296.
- (en) Elizabeth A. Zachariadou, « John VII (alias Andronicus) Palaeologus », Dumbarton Oaks Papers, no 31,‎ 1977, p. 339-342